# Jugoslovenski-Aerotransport-Flug 367
Koordinaten: 50° 49′ 37″ N, 14° 20′ 47″ O
Am 26. Januar 1972 verunglückte eine Douglas DC-9-32 auf Jugoslovenski-Aerotransport-Flug 367 (Flugnummer: JU367) der jugoslawischen Luftfahrtgesellschaft JAT von Stockholm über Kopenhagen nach Zagreb und Belgrad. Von den 28 Insassen starben 27; die Flugbegleiterin Vesna Vulović überlebte als einzige. Das Flugzeug verunglückte über dem Dorf Srbská Kamenice in der Tschechoslowakei nahe der Grenze zur DDR. Der Unfallhergang und die offizielle Darstellung der tschechoslowakischen Behörden, das Flugzeug sei aus großer Höhe gestürzt, werden heute von einigen Luftfahrtjournalisten angezweifelt.
Vesna Vulović steht für das Überleben des Absturzes aus angeblich 10.160 Metern Höhe im Guinness-Buch der Rekorde. Dessen Redaktion hat allerdings im Jahr 2009 eigene Zweifel an der Echtheit der offiziellen Angaben geäußert.

## Hergang

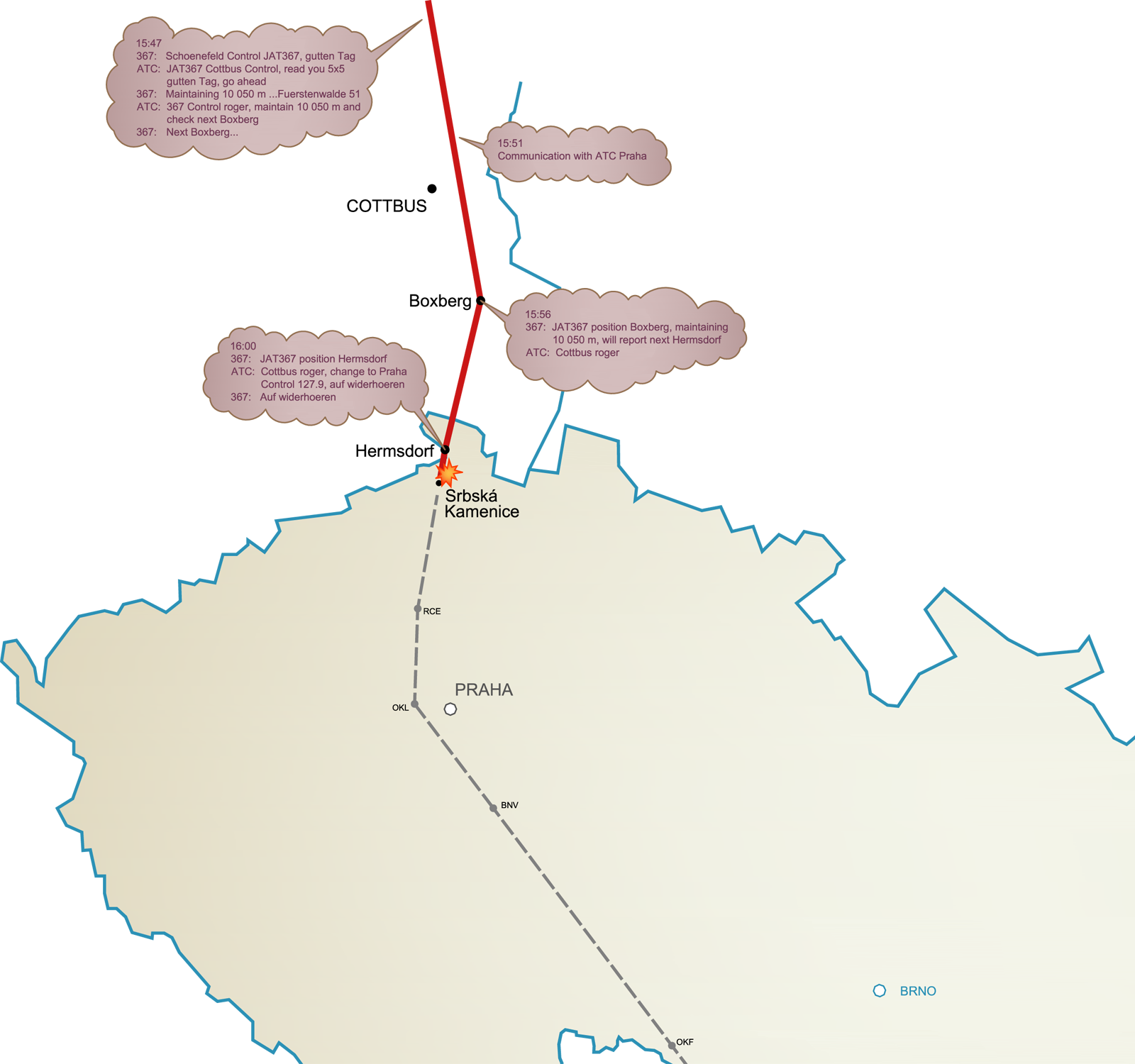
Die Kommunikation mit dem Flug JAT367

Die tschechoslowakische Staatssicherheit StB, die federführend für die Unfalluntersuchung war, behauptete nach monatelangen Ermittlungen, dass es an Bord der DC-9 ca. 40 Minuten nach dem Start in Kopenhagen eine Explosion gegeben habe. Im offiziellen Abschlussbericht der zivilen tschechoslowakischen Untersuchungskommission ist die Rede von einer Bombe, die im vorderen Gepäckraum des Flugzeugs explodiert sei und die die auf der Reiseflughöhe von 10.050 Metern fliegende Maschine „innerhalb von 3 bis 20 Sekunden“ nach der Explosion zerrissen habe.
Erklärt wurde das Überleben der Stewardess Vesna Vulović in bisherigen Medienberichten damit, dass sich Vulović zum Zeitpunkt der Detonation im Heck der Maschine befunden habe. Das infolge der Explosion abgerissene Heckteil sei in einer spiralförmigen Flugbahn aus etwa 10 Kilometern Richtung Erdboden gefallen und dort auf einen schneebedeckten Hang gestürzt und so abgebremst worden. Nach eigenen Aussagen saß die junge Stewardess jedoch in der Mitte der nur mit wenigen Passagieren besetzten Maschine – in der Reihe hinter dem letzten Fluggast, so wie es die Vorschriften der Fluggesellschaft JAT vorsahen. 2009 sagte sie jedoch, sie habe keine Erinnerung mehr an das, was geschah, nachdem sie mit der Crew zum Flugzeug gegangen war.
Die jugoslawischen Behörden beschuldigten kroatische Extremisten, den Unfall des Flugzeugs mit einer an Bord geschmuggelten Bombe herbeigeführt zu haben. Als Beleg für eine Verwicklung von kroatischen Terroristen diente lediglich ein Bekenneranruf bei der Malmöer Zeitung Kvällsposten.
In Akten des FBI ist von einer extremistischen kroatischen, in den USA operierenden Gruppierung namens Otpor die Rede, die nach Einschätzung der Behörde mit dem Anschlag auf das Flugzeug in Verbindung steht.

## Zweifel
Nach einem Bericht des ARD-Hörfunks in Prag, den das Internetportal tagesschau.de am 8. Januar 2009 veröffentlichte, handelt es sich bei diesem Hergang um eine Erfindung der tschechoslowakischen Staatssicherheit in Zusammenarbeit mit dem jugoslawischen Geheimdienst. ARD-Korrespondent Peter Hornung-Andersen und der ARD-Luftfahrtjournalist Tim van Beveren wollen nachgewiesen haben, dass das Flugzeug in nur wenigen hundert Metern Höhe zerbrach, abgeschossen durch die tschechoslowakische Luftwaffe. Tim van Beveren zufolge war der Sinkflug ein Notabstieg, und das Flugzeug wurde von der tschechoslowakischen Luftwaffe abgeschossen, weil es dabei über „sensibles“ militärisches Gebiet geriet, darunter ein Atomwaffenlager. Die Aussagen zum Hergang des Vorfalls beruhen weitgehend auf Augenzeugenberichten gegenüber der tschechoslowakischen Staatssicherheit, die Teil der damaligen Untersuchungsakte sind und heute im tschechischen Archiv der Sicherheitsdienste lagern.
Ein Sprecher des Guinness-Buch der Rekorde hatte am 9. Januar 2009 zu den neuen Erkenntnissen Stellung genommen und einen möglichen „Schwindel“, dem das Guinness-Buch der Rekorde erlegen ist, eingestanden.
Eine endgültige Aussage über den Grund des Unfalls wurde nicht gemacht. Trotz der Anzweifelung der bisherigen Darstellung des Vorfalls durch die Recherche, wonach es vielmehr wahrscheinlich sei, dass die Maschine von der Luftwaffe abgeschossen worden sei, bleibt diese Sichtweise Peter Hornung zufolge eine auf Indizien begründete Spekulation ohne endgültige Beweise.